# Paracinipe
Paracinipe is een geslacht van rechtvleugeligen uit de familie Pamphagidae. De wetenschappelijke naam van dit geslacht is voor het eerst geldig gepubliceerd in 1972 door Descamps & Mounassif.

## Soorten
Het geslacht Paracinipe omvat de volgende soorten:
- Paracinipe adelaidae Massa, 1996
- Paracinipe alticola Werner, 1932
- Paracinipe baccettii Massa, 1996
- Paracinipe crassicornis Bolívar, 1907
- Paracinipe dolichocera Bolívar, 1907
- Paracinipe exarata Bolívar, 1936
- Paracinipe foreli Pictet & Saussure, 1893
- Paracinipe luteipes Descamps & Mounassif, 1972
- Paracinipe luteomaculata Descamps & Mounassif, 1972
- Paracinipe marmarica Salfi, 1925
- Paracinipe mauritanica Bolívar, 1878
- Paracinipe orientalis Werner, 1908
- Paracinipe rubripes Descamps & Mounassif, 1972
- Paracinipe saharae Pictet & Saussure, 1893
- Paracinipe sulphuripes Uvarov, 1942
- Paracinipe zebrata Brunner von Wattenwyl, 1882